# Eurysternus howdeni
Eurysternus howdeni là một loài bọ cánh cứng trong họ Bọ hung (Scarabaeidae).